# The Enchanted Cottage (film 1924)
The Enchanted Cottage è un film muto del 1924 diretto da John S. Robertson. La sceneggiatura di Josephine Lovett si basa su The Enchanted Cottage: A Fable in Three Acts, lavoro teatrale di Arthur Wing Pinero, andato in scena in prima a Londra nel 1922.

## Trama
Oliver Bashfort torna, reduce dalla grande guerra, profondamente segnato nel fisico e nel morale: appare claudicante, ricurvo, chiuso in se stesso e dall'aspetto dimesso. Il fatto che la sua fidanzata di un tempo lo rifiuti non migliora la situazione, ed egli si ritira, solo, lontano dalla ricca magione avita, in una casa di un villaggio, piuttosto ironicamente denominata "cottage della luna di miele", poiché per lunga tradizione veniva presa in affitto da sposini novelli.
Qui fa la conoscenza di Laura Pennington, giovane donna di gran cuore e di piccola sostanza finanziaria, tenuta in gran considerazione dai bambini del vicinato, che intrattiene guidandone in modo intelligente i giochi, e dal maggiore Hillgrove, cieco, che abita nelle vicinanze, ed è pure reduce di guerra. Ma entrambi sono ritenuti dei perdenti, oltre che da se stessi, dai benpensanti della società.
La famiglia stessa di Oliver infatti rompe i rapporti con lui quando egli comunica la sua intenzione di sposarsi con la non abbiente Laura. Il matrimonio dei due peraltro non deriva da una passione amorosa, ma piuttosto dal desiderio di unire le loro rispettive solitudini in una sorta di amicizia compassionevole e cameratesca.
E inizialmente non pare una buona idea: fantasmi delle ardenti coppie di sposi che un tempo avevano abitato il cottage della luna di miele infestano i loro pensieri. Ma col tempo qualcosa accade: l'amore si sviluppa e cresce. Olivier e Laura, mentre stringono amicizia col maggiore Hillgrove, quasi si trasformano spiritualmente e fisicamente: diventano più belli, più forti, privi di difetti fisici, addirittura i loro connotati esteriori, così come le movenze e i vestiti, paiono migliorarsi, ingentilirsi, nobilitarsi. Al punto che la coppia invita la famiglia di Olivier al cottage nella speranza che il nuovo aspetto miracolosamente assunto dagli sposi contribuisca ad un riavvicinamento.
Niente da fare: la famiglia snob di Olivier ritrova il solito trasandato figlio introverso, zoppicante e gobbo ed incontra la non brillante sposa senza attrattive e bruttina. Risulta chiaro allora a Olivier e Laura che il loro attuale splendente aspetto è tale solo ai loro occhi, o a quelli non vedenti di Hillgrove. E di ciò sono totalmente soddisfatti.

## Produzione
Il film fu prodotto dalla Inspiration Pictures.

## Distribuzione
Il copyright del film, richiesto dalla Inspiration Pictures, fu registrato il 24 marzo 1924 con il numero LP20022. Distribuito dalla Associated First National Pictures, il film uscì negli Stati Uniti il 24 marzo 1924.
Copia completa della pellicola si trova conservata negli archivi della Library of Congress di Washington.